# Niebla (динозавр)
Niebla (лат.) — род тероподных динозавров из семейства абелизаврид (Abelisauridae). Включает единственный вид, Niebla antiqua, который был описан по ископаемым остаткам из отложений формации Аллен в Аргентине, относящихся к верхнему мелу (верхний кампан — нижний маастрихт).

## История открытия
Голотип, MPCN-PV-796, был найден недалеко от холма Матадеро, в 70 километрах к югу от Хенераль-Рока, провинция Рио-Негро, Аргентина. Ископаемый материал включает почти полную черепную коробку, фрагментарные челюсть и зубы, относительно полный коракоидный отросток, ребра и неполные позвонки.
Новые вид и род описали Алексис Арансиага Роландо и соавторы в 2021 году. Название рода Niebla происходит от испанского слова, означающего «туман», и относится к туманным дням, когда были найдены окаменелости. Видовое название antiqua происходит от латинского слова, означающего «старый».

## Описание
Niebla является одним из наиболее производных представителей абелизаврид. Несмотря на относительно небольшой размер, особенно по сравнению с родственными динозаврами, такими как карнотавра (Carnotaurus), голотип представляет собой взрослую особь. Судя по остаткам, животное достигало длины около 4—4,5 м.
Скапулокоракоид особенно похож на таковой у карнотавра в том, что имеет дорсально ориентированный сустав, расширенную кзади и широкую корако-лопаточную пластинку и очень узкую и прямую лопатку. Эти особенности сильно отличаются от таковых у других абелизаврид, что может указывать на уникальную форму плечевого пояса у этих южноамериканских теропод.

## Палеоэкология

Niebla и другие динозавры Формация Аллен (Niebla отмечена жёлтым цветом, вторая слева)

Ископаемые остатки Niebla описаны из отложений формации Аллен в Аргентине. К другим животным, фоссилии которых были найдены в этой формации, относятся птерозавр Aerotitan, а также многочисленные тероподы (Quilmesaurus, Bonapartenykus и Austroraptor), завроподы (Bonatitan, Aeolosaurus, Menucocelsior, Panamericansaurus, Pellegrinisaurus и Rocasaurus), возможный нодозаврид Patagopelta и другие орнитоподы (Lapampasaurus, Kelumapusaura, Willinakaqe и Bonapartesaurus).

### Комментарии
1. ↑  Электронная версия статьи, описывающей новые таксоны, доступна с 2020 года, однако печатная версия была опубликована в 2021 году[2][4].